# Glypta brevipetiolata
Glypta brevipetiolata är en stekelart som beskrevs av Thomson 1889. Glypta brevipetiolata ingår i släktet Glypta och familjen brokparasitsteklar. Arten är reproducerande i Sverige. Inga underarter finns listade i Catalogue of Life.